# Михайло Октан
Михайль Олександрович Іллініч  (рос. Михаил Александрович Ильинич  ; прибл. 1909-1913 – після 1945), більш відомий під псевдонімом Михайль Октан (рос. Михаил Октан) був російським нацистським колабораціоністом під час Другої світової війни, який служив де-факто мером міста Орел під нацистською окупацією, а також важливим російським колабораціоністом у Бобруйську. Діяв у Росії, Білорусі, та Польщі.

## Раннє життя
Про раннє життя Октана відомо небагато, за винятком того факту, що він народився в місті Одеса, на території сучасної України. Перед Німецькими офіцерам він називав себе інженером і за словами історика Александра Далліна, він вивчав економіку. Журналіст, який був близький до Октана, заявив що він був членом Комуністичної партії Радянського Союзу до Другої світової війни, можливо як пропагандист або місцевий функціонер. Це твердження повторювалося і в розвідці радянських партизанів, де говорилося, що Октан до початку війни очолював управління освіти Орловської області.
Відповідно до статті 1943 року в The New York Times, національність Октана була неясна, а його володіння російською мовою було «сумнівним». Це твердження суперечить статті Далліна, яка описує Октана як володаря значних ораторських і журналістських здібностей.

## Правління Орлом
Після початку операції «Барбаросса» Октан був капітаном Червоної армії. Після захоплення Орла німецькими військами 7 жовтня 1941 року, Октан опинився в тилу ворога. У січні 1942 року запропонував допомогу німцям, пояснивши необхідність ефективної антирадянської пропаганди серед росіян (особливо селян, робітників і солдатів), розвиток антирадянського опору в Радянському Союзі та потребу радянських громадян вести виробництво пропаганди. За словами Далліна, знання Октаном німецької допомогло йому залучити німців для підтримки його зусиль.
Хоча де-юре мером Орла був колишній офіцер Російської імперії на прізвище Ставров, йому не вистачало державного досвіду чи мотивації, що призвело до того, що Октан став де-факто диктатором міста. В лютому 1942 року він почав писати статті в  газеті «Речь», яка була його основним рупором. За даними Меморіального музею Голокосту Сполучених Штатів, «Речь» була одним із найжорстокіших антисемітських видань, що публікувалися в окупованому Німеччиною Радянському Союзі, а «Октан» регулярно висловлював антисемітські погляди, на додаток до антивірменських і антигрузинських настроїв, головним чином проти Анастаса Мікояна, Йосип Сталін і Серго Орджонікідзе. Серед його публікацій — «Война и жиды», антисемітський трактат:
...Ця війна призведе не до занепаду людства, а до його розквіту після зникнення будь-якого впливу єврейської раси. Людська історія також буде суддею єврейської раси, яка принесла людям стільки нещастя і страждань протягом багатьох сотень років... Євреям ще належить заплатити рахунок, виставлений їм російським народом. Цей рахунок виставляється їм тепер на багнетах російської визвольної армії. Він буде оплачений!
Крім того, Октан ідеологічно пов’язував себе з нацизмом, водночас стверджуючи, що Німеччина не хоче ідеологічно домінувати над Росією, кажучи натомість про відновлення «нормального життя», включаючи докомуністичну політику щодо землі та релігії. Він отримував послідовну підтримку з боку німців і заборонив «Війну і мир» в Орлі як демонстрацію своєї пронімецької позиції, а також сказав: «Сьогодні нам не потрібні Пушкін і Лермонтов. Я рекомендую кожному росіянину мати на столі примірник «Бесих» Достоєвського. Навесні 1943 року фельдмаршал Гюнтер фон Клюге рекомендував Октана як шостого члена пропонованого комітету, який об’єднає російських колабораціоністів, на додаток до п’яти місцевих лідерів колабораціоністів. Зрештою, комітет так і не був створений через те що Гітлер не хотів приймати до складу комітету колишніх радянських громадян.

## У Білорусії
Влітку 1943 року Орел знову захопили радянські війська. Октан відступив разом з німецькими військами спочатку до Брянська (тоді Орджонікідзеград), а пізніше до Бобруйська, що на сході Білорусі. У Бобруйську Октан заявив себе як місцевого лідера, беручи участь у місцевій культурі. У той же час він почав розширювати свою діяльність з пропаганди в політичну сферу. Це призвело до створення 7 березня 1944 року на мітингу з 2000 осіб «Союзу боротьби з більшовизмом». Мітинг пройшов ретельну підготовку, зокрема мав знаки розрізнення, прапори, виступи по радіо, та підтримку 9-ї армії у формуванні Союзу. Даллін стверджує що німці дозволили Октану робити те що він хотів для створення свого Союзу, про що свідчать його винагороди за місцевий бізнес і присутність німецьких солдатів на мітингу 7 березня.
Після створення Союзу було створено додаткові пункти вербування в містах Борисів, Рагачів та Кричів. Крім того, у середині квітня 1944 року Октану було надано дозвіл на вербування в Західній Білорусії, і німецькі звіти зазначали, що Союз навмисно уникав чіткої політичної позиції, крок який підтримувала Німеччина. Згідно з офіційними даними (які, на думку Далліна, були «дуже завищеними»), в червні 1944 року кількість членів була 75 000, причому питання відновлення приватної власності на землю було головною позицією Союзу. Однак, незважаючи на це, Союз був не активний, у червні 1944 року радянські війська знову захопили всю Білорусь. В першу чергу він використовувався для вирішення проблем постачання німців, включаючи доставку продовольства, використання членів для копання окопів або доставки припасів, а також постачання німецьких солдатів через селянство.
Паралельно з роботою Союзу Октан керував «Російським молодіжним рухом», організацією, яка брала активну участь у Хеуактіоні, тобто викраденні дітей від 10 до 14 років. Спочатку він взяв на себе відповідальність за благополуччя дітей, але під керівництвом Октана будь-яка подоба порядку була ліквідована, деякі табори дітей були евакуйовані разом з відступаючими німецькими солдатами.
Октан продовжував активно рекламувати себе як лідера колабораціоністів до кінця війни, продовжуючи свій розкішний спосіб життя, незважаючи на погіршення стану війни, і, крім того, безуспішно шукав союзу з білоруськими колабораціоністами (частково через спонукання Німеччини). Однак після повернення радянськими військами Бобруйська, Октан покинув будь-яку надію у Німеччину.

## Доля
Про долю Октана після відвоювання Бобруйська відомо небагато, крім того, що він був учасником придушення Варшавського повстання. Взимку 1944-1945 років Октана, за словами інформаторів, неодноразово бачили в Берліні. Крім того, було зазначено, що Октан був помічений у Франкфурті в 1947 році, хоча Даллін стверджує, що нічого не відомо про його долю. У липні 1944 року радянська газета «Гомельская правда» стверджувала, що Октан разом із мером Борисова (який не потрапив у полон та втік і помер в еміграції в 1980 р.), був захоплений радянськими військами.
Письменник Джон Лофтус у своїй книзі «Таємниця Білорусі» стверджував, що Октан був натуралізованим громадянином Сполучених Штатів після заснування Управління спеціальних розслідувань у 1979 році, і що УСР займалася його денатуралізацією. Лофтус також стверджував, що Октан працював на Миколу Лебедя під час розслідування УСР. Однак ці заяви залишаються непідтвердженими.

## Ідеологія та особистість
За словами Далліна, інші колабораціоністи описували Октана як авантюриста, а також як ідеаліста та опортуніста, а також демагога. Один із співробітників говорив, що він «вміло поєднував у собі якості німецького офіцера, одеського торговця і спритного підлизника». Він імітував жести та зовнішній вигляд Гітлера, і був відомий своєю любов’ю до медалей, алкоголю та жінок. Військовий начальник міліції Могильова описав його як «звичайного п'яницю», молодий офіцер також розповів що коли він відвідав редакцію «Речі», усі семеро співробітників газети (включаючи «Октана») були п'яні.
Відомо, що Октан мав двох помічників — ад’ютанта та камердинера. Останній також виконував функції скарбника Октана, оплачуючи за нього витрати. У Бобруйську «Октан» нагороджував місцевих діячів мистецтва та актрис, а також допомагав у створенні місцевих дитячих будинків, шахових клубів і бізнесу. Він був відомий тим, що справляв враження на публіку ретельно організованими виступами під час вечерь, за одним описом подій таким чином:
Октан приймає гостей у вітальні. Його офіцери стоять вздовж стін. Октан знайомиться з гостями, представляє своїх помічників і запрошує всіх до столу. Гостям пропонують сигарети. Шестеро офіцерів, за «етикетом», одразу тягнуться до запальничок, але до гостей не підходять. Сам Октан дістає з кишені кілька сірників і пропонує гостям запалити — маленька деталь, яка не перестає вражати гостей. На столі з’являються горілка і закуски. Про політику Октан не дискутував, замість того спілкувався з бобруйською «інтелігенцією» про літературу. Запрошений гітарист тим часом відривається. Коли гості нарешті розійшлися, у них склалося враження, що на їхньому заводі людина солідніша за німецького коменданта. Октана треба боятися, поважати і до нього прислухатися.
Його також вважали відносно незалежним серед колабораціоністів, він часто дебатував з німецькими офіцерами та планував курс незалежно від інших колаборантів. Водночас Октан виявляв більшу лояльність до Німеччини, ніж будь-який інший російський колабораціоніст чи група.

### Відносини з іншими колабораціоністами
Октан мав складні стосунки з іншими колабораціоністами, зокрема з Броніславом Камінським і Національним альянсом російських солідаристів (НТС). І Камінські, і лідер НТС Віктор Байдалаков висловили бажання повісити Октана, і Октан так само заборонив обом впливати на свою вотчину, заборонивши Камінському вести політичну діяльність. Володимир Самарін, другий помічник «Октана», як відомо, був членом НТС.
Октан також мав загалом негативні, хоча й більш неоднозначні погляди на Андрія Власова. Він неодноразово заявляв, що «власівські ідеали» заборонені на підконтрольних йому територіях, і висловлював думку, що міг перевершити Власова в плані створення колабораціоністської армії. Тим не менш, після створення Російської визвольної армії (РОА) Октан отримав звання лейтенанта, хоча ніколи не брав активної участі в РОА. Він стверджував, що готовий «перевести» 70 000 чоловік Союзу в РОА, в обмін на значну посаду в армії, але йому було відмовлено.